# Beatrice Straight
Beatrice Whitney Straight (født 2. august 1914, død 7. april 2001) var en amerikansk teater- og filmskuespiller. Hun spillede også en del roller på tv. Hun er berømt for sin Oscar-vindende rolle i Nettet og Poltergeist. Hun vandt også en Tony for sin rolle i Heksejagt.

## Opvækst
Beatrice Whitney Straight blev født i Old Westbury, New York, som datter af Dorothy Payne Whitney og Willard Dickerman Straight, en investeringsbankmand, diplomat og officer i den amerikanske hær. Hendes morfar var politisk leder og finansmand William Collins Whitney. I 1918, da Straight var fire år, døde hendes far i Frankrig af influenza under den store epidemi, mens han tjente i den amerikanske hær under første verdenskrig. Da moderen havde giftet sig igen med den britiske agronom Leonard K. Elmhirst, flyttede familien i 1925 til Devon, England. Straight blev uddannet på Dartington Hall og begyndte at optræde i amatørteaterproduktioner.

## Karriere
Straight vendte tilbage til USA og fik sin Broadway-debut i 1939 i De besatte (The Possessed), Camus' dramatisering af Dostojevskijs roman af samme navn. Det meste af hendes teaterarbejde var i klassikerne, herunder Shakespeares Helligtrekongersaften (1941), Macbeth og Arthur Millers Heksejagt (1953), som hun vandt Tony Award for bedste kvindelige teaterbirolle.
Beatrice Straight var medlem af Actors Studio fra dets oprettelse, og hun deltog i undervisningen, som fandt sted tre gange om ugen med grundlæggeren Robert Lewis som underviser. Blandt hendes klassekammerater var Marlon Brando, Montgomery Clift, Jerome Robbins, Sidney Lumet og omkring 20 andre.
Straight optrådte på tv fra mediets tidlige år, hvor hun medvirkede i antologi-serier som Armstrong Circle Theatre, Hallmark Hall of Fame, Kraft Television Theatre, Studio One, Suspense, USA Steel Hour, Playhouse 90 og Alfred Hitchcock Presents foruden i dramatiske serier som Dr. Kildare, Ben Casey, Defenders, Route 66, Mission: Impossible, og St. Elsewhere. Yderligere tv-optagelser omfatter rollen som Hippolyts i Wonder Woman-serien og den iskolde og kontrollerende mor Marion Hillyard til Stephen Collins i The Promise.
Straight Indspillede ikke så mange film og huskes måske bedst for sin rolle som en knust hustru, der konfronterer manden spillet af William Holden med hans utroskab i Nettet (1976). Hun modtog en Oscar for bedste kvindelige birolle for sin indsats, som med fem minutter og to sekunder fortsat er den korteste, der har Indbragt en Oscar. Hendes mest kendte filmoptræden efter Nettet var rollen som den paranormale efterforsker Dr. Martha Lesh i gyserfilmen Poltergeist.

## Privatliv
Den 22. februar 1942 blev Straight gift med Louis Dolivet. På det tidspunkt var Dolivet lektor på National Farm Institute, og Straight var midt i sin midtvesten-turné med stykket Helligtrekongersaften. Hendes mor Dorothy Elmhirst og bedstefar Leonard K. Elmhirst deltog i brylluppet sammen med hendes bror Michael Straight og dennes kone Belinda Crompton. Dolivet var i det franske luftvåben indtil juni 1940 og var medredaktør for The Free World, der var et magasin udgivet af International Free World Association, hvor han var generalsekretær. På bryllupstidspunktet havde hendes ældre bror Whitney Straight været savnet siden august 1941, da hans fly blev skudt ned ved den franske kyst.
Straight blev skilt fra Dolivet i Reno, Nevada den 24. maj 1949. Sammen fik de en søn ved navn Willard Whitney Straight Dolivet (1945-1952).
I 1948 mødte hun Peter Cookson, som hun spillede overfor, mens de begge medvirkede i Broadway-produktion af Arvingen (The Heiress), en dramatisering af Henry James' roman Washington Square. De giftede sig i 1949 og forblev gift indtil Cooksons død i 1990. Cookson havde to børn fra sit tidligere ægteskab: Peter Cookson, Jr. og Jane Copland (født Cookson). Sammen fik Straight og Cookson to børn: Gary Cookson og Anthony "Tony" Cookson.
I 1952 druknede Straights 7-årige søn Willard i en dam på deres gård i Armonk, mens han legede på en lille båd fortøjet ved bådebroen. Drengen blev fundet af Cookson. Drengens far, Dolivet, der boede i Paris på det tidspunkt, blev nægtet visum og var derfor ikke i stand til at flyve til USA for at deltage i begravelsen. Dette var på grund af hans påståede pro-kommunistiske aktiviteter, som han benægtede.

## Død
Straight led angiveligt af Alzheimers sygdom i sine sidste leveår. Hun døde i 2001 af lungebetændelse i en alder af 86 år i Northridge, Los Angeles. Hendes bisættelse foregik ved William Henry Lee Memorial Cemetery i New Marlborough, Massachusetts.

## Filmografi

### Film
| Titel                      | År   | Rolle                          | Noter                               |
| -------------------------- | ---- | ------------------------------ | ----------------------------------- |
| Telefon fra en ukendt      | 1952 | Claire Fortness                |                                     |
| The Silken Affair          | 1956 | Theora                         |                                     |
| Patterns                   | 1956 | Nancy Staples                  |                                     |
| Nonnen                     | 1959 | Mother Christophe (Sanatorium) |                                     |
| The Young Lovers           | 1959 | Mrs. Burns                     |                                     |
| The Garden Party           | 1973 |                                |                                     |
| Nettet                     | 1976 | Louise Schumacher              | Oscar for bedste kvindelige birolle |
| Kviksand                   | 1979 | Kate Erling                    |                                     |
| The Promise                | 1979 | Marion Hillyard                |                                     |
| Den hemmelige formel       | 1980 | Kay Neeley                     |                                     |
| Endless Love               | 1981 | Rose Axelrod                   |                                     |
| Poltergeist                | 1982 | Dr. Lesh                       |                                     |
| Two of a Kind              | 1983 | Ruth                           |                                     |
| Chiller                    | 1985 | Marion Creighton               |                                     |
| Robert Kennedy & His Times | 1985 | Rose Kennedy                   |                                     |
| Power                      | 1986 | Claire Hastings                |                                     |
| Deceived                   | 1991 | Jack's Mother                  |                                     |

### Teater (Broadway)
| Titel                                 | Spilleperiode                   | Rolle             | Noter                                            |
| ------------------------------------- | ------------------------------- | ----------------- | ------------------------------------------------ |
| De besatte (The Possessed)            | 24. okt. 1939 - 4. nov. 1939    | Lisa              |                                                  |
| Helligtrekongersaften (Twelfth Night) | 2. dec. 1941 - 13. dec. 1941    | Viola             |                                                  |
| Land of Fame                          | 21. sep. 1943 - 25. sep. 1943   | Angela            |                                                  |
| The Wanhope Building                  | 9. feb. 1947 - 16. feb. 1947    | Felina            |                                                  |
| Arvingen (The Heiress)                | 29. sep 1947 - Sep. 18. 1948    | Catherine Sloper  | Erstatning                                       |
| Eastward in Eden                      | 18 nov. 1947 - 29. nov. 1947    | Emily Dickinson   |                                                  |
| Macbeth                               | 31. mar. 1948 - 24. arp.1948    | Lady Macduff      |                                                  |
| De uskyldige (The Innocents)          | 1. feb. 1950 - 3. jun. 1950     | Frøken Giddens    |                                                  |
| The Grand Tour                        | 10. dec. 1951 - 15. dec. 1951   | Nell Valentine    |                                                  |
| Heksejagt (The Crucible)              | 22 jan. 1953 - 11. jul. 1953    | Elizabeth Proctor | Tony for bedste kvindelige birolle i et skuespil |
| Everything in the Garden              | 29. januar 1967 - 10. feb. 1968 | Fru Toothe        |                                                  |

### TV
| Titel                        | Type       | År        | Rolle                                               | Noter                                                                         |
| ---------------------------- | ---------- | --------- | --------------------------------------------------- | ----------------------------------------------------------------------------- |
| Somerset Maugham TV Theatre  | Serie      | 1951      |                                                     |                                                                               |
| Lights Out                   | Serie      | 1951      | Charlotte                                           |                                                                               |
| Love of Life                 | Serie      | 1951      | Vinnie Phillips                                     |                                                                               |
| Cosmopolitan Theatre         | Serie      | 1951      |                                                     |                                                                               |
| Love Story                   | Film       | 1952      | Elizabeth Barrett                                   |                                                                               |
| The Web                      | Serie      | 1952      |                                                     |                                                                               |
| The Magnificent Failure      | Film       | 1952      | Louisa May Alcott                                   |                                                                               |
| Armstrong Circle Theatre     | Serie      | 1952      |                                                     |                                                                               |
| Kraft Theatre                | Serie      | 1952-1953 |                                                     |                                                                               |
| Love Story                   | Serie      | 1954      |                                                     |                                                                               |
| Suspense                     | Serie      | 1952-1954 | Fru de Spain / Claire Trent                         |                                                                               |
| Inner Sanctum                | Serie      | 1954      | Louise                                              |                                                                               |
| Omnibus                      | Serie      | 1953-1954 | Goneril                                             |                                                                               |
| You Are There                | Serie      | 1954-1955 | Anne Boleyn                                         |                                                                               |
| Danger                       | Serie      | 1955      |                                                     |                                                                               |
| Studio One in Hollywood      | Serie      | 1951-1957 | Pamela Baxter                                       |                                                                               |
| The United States Steel Hour | Serie      | 1955-1958 | Katherine Grant / Daisy Jackson                     |                                                                               |
| Playhouse 90                 | Serie      | 1958      | Grace                                               |                                                                               |
| Play of the Week             | Serie      | 1959      | Mlle. de St. Euverte                                |                                                                               |
| Alfred Hitchcock Presents    | Serie      | 1959-1960 | Ida Blythe / Cynthia Fortnam                        | Sæson 5, Episode 10 og Sæson 5, Episode 27                                    |
| Diagnosis: Unknown           | Serie      | 1960      | Rhoda Clarence                                      |                                                                               |
| Dr. Kildare                  | Serie      | 1961      | Pamela Rainey                                       |                                                                               |
| Naked City                   | Serie      | 1962      | Ann Johns                                           |                                                                               |
| The Doctors and the Nurses   | Serie      | 1962      | Ruth Martin                                         |                                                                               |
| The Eleventh Hour            | Serie      | 1963      | Veronica Filmore                                    |                                                                               |
| Ben Casey                    | Serie      | 1963      | Edith Bauer                                         |                                                                               |
| Route 66                     | Serie      | 1961-1963 | Elena De Amundo / Mother Teresa / Kitty Chamberlain |                                                                               |
| The Defenders                | Serie      | 1965      | Mrs. Campbell                                       |                                                                               |
| Mission: Impossible          | Serie      | 1966      | Dr. Martha Richards Zubrovnik                       | Sæson 1, Episode 11                                                           |
| Felony Squad                 | Serie      | 1967      | Victoria Cahill                                     |                                                                               |
| Matt Lincoln                 | Serie      | 1970      |                                                     |                                                                               |
| The Borrowers                | Film       | 1973      | Fru Crampfurl                                       |                                                                               |
| Beacon Hill                  | Serie      | 1975      | Fru Hacker                                          |                                                                               |
| The Andros Targets           | Serie      | 1977      | Fru Benderson                                       |                                                                               |
| The World of Darkness        | Film       | 1977      | Joanna Sanford                                      |                                                                               |
| Wonder Woman                 | Serie      | 1977      | Hippolyta                                           |                                                                               |
| Killer on Board              | Film       | 1977      | Beatrice Richmond                                   |                                                                               |
| The Dain Curse               | Mini-Serie | 1978      | Alice Dain Leggett                                  | Emmy for bedste gæsteoptræden af en skuespillerinde i en komedie (nominering) |
| King's Crossing              | Serie      | 1982      | Louisa Beauchamp                                    |                                                                               |
| Faerie Tale Theatre          | Serie      | 1984      | Dronning Veronica / Woman in Museum                 |                                                                               |
| Robert Kennedy and His Times | Mini-Serie | 1985      | Rose Kennedy                                        |                                                                               |
| Chiller                      | Film       | 1985      | Marion Creighton                                    |                                                                               |
| Under Siege                  | Film       | 1986      | Margaret Sloan                                      |                                                                               |
| Jack and Mike                | Serie      | 1988      | Mike's mor                                          |                                                                               |
| St. Elsewhere                | Serie      | 1988      | Marjorie Andrews                                    |                                                                               |
| Run Til You Fall             | Film       | 1988      | Margaret                                            |                                                                               |
| People Like Us               | Film       | 1990      | Maisie Verdurin                                     |                                                                               |